# 대한민국 형법 제99조
대한민국 형법 제99조는 일반이적죄에 관한 형법 각칙의 조문이다.

## 조문
제99조 【일반이적】
전7조에 기재한 이외에 대한민국의 군사상 이익을 해하거나 적국에 군사상 이익을 공여하는 자는 무기 또는 3년 이상의 징역에 처한다.

- 미수범은 처벌하며 (→형법 제100조), 예비·음모, 선동·선전 행위 또한 처벌한다. (→형법 제101조)